# Máximo Lorenzi
Máximo Lorenzi Gómez (Colonia del Sacramento, 2 febbraio 2001) è un calciatore uruguaiano, difensore del Plaza Colonia.

## Caratteristiche tecniche
È un difensore centrale.

## Carriera
Cresciuto nel settore giovanile del Plaza Colonia, nel gennaio del 2020 si è trasferito in Svizzera al Mendrisio, club della quinta divisione elvetica, dove è rimasto fino al giugno del 2021. Rientrato successivamente in patria, ha giocato con La Luz e Deportivo Colonia prima di far ritorno al Plaza Colonia nel 2023, vincendo nel 2024 il campionato di seconda divisione. Ha debuttato nella prima divisione uruguaiana l'8 ottobre nell'incontro di Primera División vinto 1-0 contro il Danubio.
Ha segnato il suo primo gol in carriera il 15 marzo 2025 nella partita di campionato vinta proprio 1-0 contro il Peñarol.

## Statistiche

### Presenze e reti nei club
Statistiche aggiornate al 15 marzo 2025.
| Stagione        | Squadra         | Campionato      | Campionato | Campionato | Coppe nazionali | Coppe nazionali | Coppe nazionali | Coppe continentali | Coppe continentali | Coppe continentali | Altre coppe | Altre coppe | Altre coppe | Totale | Totale | Totale |
| Stagione        | Squadra         | Comp            | Pres       | Reti       | Comp            | Pres            | Reti            | Comp               | Pres               | Reti               | Comp        | Pres        | Reti        | Pres   | Reti   |        |
| --------------- | --------------- | --------------- | ---------- | ---------- | --------------- | --------------- | --------------- | ------------------ | ------------------ | ------------------ | ----------- | ----------- | ----------- | ------ | ------ | ------ |
| 2023            | Plaza Colonia   | PD              | 9          | 0          | CU              | 2               | 0               | -                  | -                  | -                  | -           | -           | -           | 11     | 0      |        |
| 2024            | Plaza Colonia   | SD              | 24         | 0          | CU              | 1               | 0               | -                  | -                  | -                  | -           | -           | -           | 25     | 0      |        |
| 2025            | Plaza Colonia   | PD              | 6          | 1          | CU              | 0               | 0               | -                  | -                  | -                  | -           | -           | -           | 6      | 1      |        |
| Totale carriera | Totale carriera | Totale carriera | 39         | 1          |                 | 3               | 0               |                    | -                  | -                  |             | -           | -           | 42     | 1      |        |

## Palmarès

### Club

#### Competizioni nazionali
- Segunda División Profesional de Uruguay: 1

Plaza Colonia: 2024